# Reichweitenangst

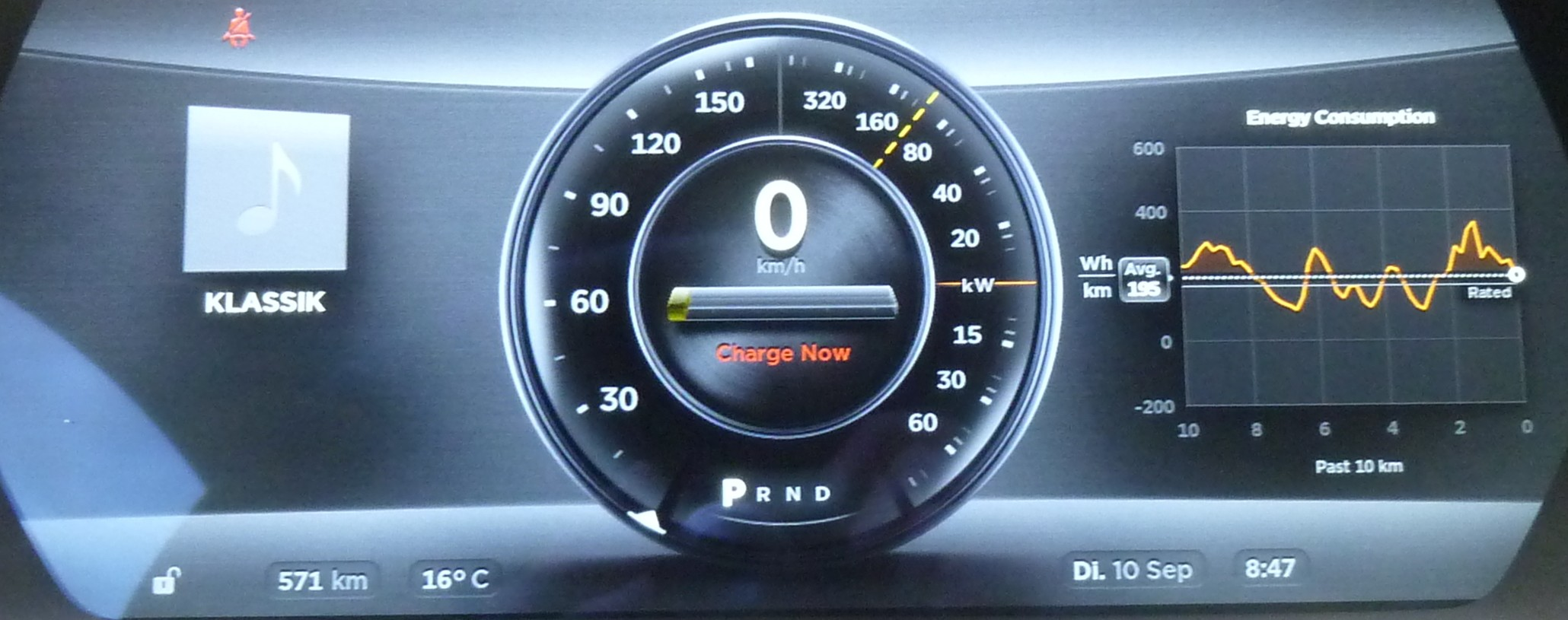
Display eines Tesla Model S mit Ladeaufforderung

Reichweitenangst (englisch range anxiety) ist die Angst von Autonutzern, dass die Reichweite eines Elektroautos zur Beendigung vieler Fahrten nicht ausreichend sein könnte und dadurch häufig zeitraubende Nachladevorgänge benötigt werden oder man gar wegen fehlender Ladeinfrastruktur mit leerer Antriebsbatterie liegenbleiben könnte.
Der Begriff ist auch ein Schlagwort in der öffentlichen Diskussion rund um die Elektromobilität. Häufig wird der Begriff dabei verwendet, um eine spontane, emotional geprägte Sorge zu beschreiben, die rationalen Erwägungen keinen oder nicht hinreichend Raum gibt.

## Ursachen
Hintergrund der Reichweitenangst ist
1. die derzeit (verglichen mit Fahrzeugen mit Verbrennungsmotor) geringere typische Reichweite eines Elektrofahrzeugs,
2. verbunden mit den (gegenüber dem Betanken mit Kraftstoff) häufig langen Ladezeiten, die – selbst bei vorhandener Nachlademöglichkeit – erhebliche Verzögerungen im Reiseablauf nach sich ziehen können und die Reisegeschwindigkeit senken.

## Herkunft
Der Begriff wurde als range anxiety in den 1990er-Jahren in den USA von den Fahrern des GM EV1 geprägt, dem ersten modernen Elektroauto der Neuzeit, in der ersten Version noch mit Bleiakkus ausgestattet. Damit kam der EV1 nur gut 100 km weit, was z. B. zum Berufspendeln im Großraum Los Angeles ausreichte. In der späteren Version mit NiMH waren doppelt so weite Fahrten möglich, etwa von Hollywood zum Wochenendhaus in Palm Springs. 
In Norwegen, wo sich Elektroautos mit staatlicher Unterstützung sehr früh verbreiteten, insbesondere der bis 2011 in Skandinavien gebaute Kleinstwagen Think City, wurde 2013 der neue Begriff rekkeviddeangst vom Sprachrat auf den zweiten Platz der Liste der „Wörter des Jahres“ gewählt.

## Reichweite
Reichweiten von Elektroautos erreichen mit Stand März 2025 Reichweiten von bis zu 1000 km pro Akkuladung. Der Nio ET7 hat einen Akku mit 150 kWh und eine Reichweite von 1000 km. Die Reichweiten sind damit vergleichbar mit den Reichweiten von Autos mit Verbrennungsmotor.

## Ladezeit
Der Qilin-Akkumulator von CATL hat eine Laderate von 5 C. Sie wurde beispielsweise im Elektroauto Li Mega verbaut. Dadurch kann der Akku des Autos in 10 Minuten von 10 auf 80 Prozent aufgeladen werden.
BYD hat im März 2025 die beiden Auto-Modelle BYD Han L und BYD Tang L mit 1000-V-Ladetechnik vorgestellt. Die Ladeleistung soll 1 MW betragen. Das war bis dahin nur für LKWs bekannt (siehe Megawatt Charging System). Die Laderate beträgt 10 C, d. h. die Autos können in etwa 6 Minuten aufgeladen werden. Die dazu passenden Ladesäulen haben eine Ladeleistung von 1,36 MW. Der Ladestrom wird über zwei Ladekabel übertragen, da sonst die Kühlung zu schwierig wird. Wenn nur ein Ladekabel eingesteckt ist, beträgt die Ladeleistung 800 kW. Der Lithium-Eisenphosphat-Akkumulator hat eine relativ kleine Kapazität von 83 kWh, was für eine Reichweite von etwa 600 km genügt. Als Ausgleich statt einem großen Akku soll das sehr schnelle Laden dienen. Mit einem solchen Elektroauto dauert das Aufladen etwa nur noch so lange wie das Volltanken von einem Auto mit Verbrennungsmotor.

## Ladeinfrastruktur
In Deutschland gab es im Quartal 1 im Jahr 2025 etwa 8.000 Ladestandorte mit mindestens 100 kW Ladeleistung, europaweit über 20.000. Zum Vergleich: Die Anzahl der Tankstellen in Deutschland liegt seit Jahren im Bereich von 14.500. 2025 stand in Deutschland durchschnittlich alle 5 km eine öffentliche Schnellladesäule, mit hoher Dichte in den Ballungsräumen und unterdurchschnittlicher Dichte in Schleswig-Holstein, Mecklenburg-Vorpommern, und Brandenburg.

## Gegenmaßnahmen
Die Bekämpfung der Reichweitenangst ist ein Anliegen der Politik, der Hersteller von Elektrofahrzeugen und der Energieversorger. Hierzu dienen
- Aufklärung über die tatsächlichen Auswirkungen,[14]
- technische Maßnahmen zur Erhöhung der Reichweite der Fahrzeuge (Steigerung der Effizienz, Vergrößerung der Akkus, Reichweitenverlängerer[1]),[15]
- Ausbau und Vereinheitlichung der Ladeinfrastruktur[16] sowie der Transparenz über Lademöglichkeiten,
- Verkürzung der Ladezeiten durch Schnellladetechnik sowohl auf Seiten der Ladepunkte als auch der Fahrzeuge.[16][15]

Reichweite und Ladeinfrastruktur werden neben den Kosten als die drei wesentlichen Kriterien für den Markterfolg der Elektromobilität angesehen.

## Wissenschaftliche Einordnung und Umfragen
Aus wissenschaftlicher Sicht wird die Reichweitenangst überwiegend als unbegründet und stark emotional geprägt eingeschätzt.
Eine Analyse des Energiewirtschaftlichen Instituts an der Universität zu Köln (EWI) kommt zu dem Schluss, dass die weit überwiegende Zahl der Fahrten mit Elektroautos problemlos ohne nachzuladen bewältigt werden kann.
In einer Umfrage des US-Automobilclubs AAA aus dem Jahr 2020 gaben 77 % der Elektroautofahrer, die sich vor dem Kauf Sorgen über die Reichweite gemacht hatten, an, dass sie diese Sorgen nach dem Kauf nicht mehr hätten.
In einer internationalen Umfrage von LeasePlan und Ipsos 2019 zeigte sich, dass die Reichweitenangst in Deutschland besonders ausgeprägt ist (73 % in Deutschland gegenüber 45 % insgesamt). In einer ein Jahr später durchgeführten erneuten Befragung zeigte sich ein deutlich gesunkener Anteil Personen, die die Reichweite vom E-Auto-Kauf abhält (international 34 %, in Deutschland 50 %).
Mit Stand März 2025 haben sich Elektrofahrzeuge deutlich weiterentwickelt. Die Reichweitenangst stammt von den frühen Generationen der Elektroautos, als Reichweiten klein und Ladezeiten lang waren. Zudem gab es damals kaum Ladeinfrastruktur. Professor Harald Schaub sieht ein Problem in der Gewohnheit und Vertrautheit der Menschen mit der alten Technologie. Zudem sieht er mangelnde Information über die neue Technologie. Des Weiteren sieht er soziale Einflüsse, also die Meinung und Erfahrung anderer.